# Aloinella andina
Aloinella andina är en bladmossart som beskrevs av Delgadillo M. 1973. Aloinella andina ingår i släktet Aloinella och familjen Pottiaceae. Inga underarter finns listade i Catalogue of Life.